# Cruz Azul Fútbol Club 2017-2018

## Rosa
| N. |                      | Ruolo | Calciatore         |
| -- | -------------------- | ----- | ------------------ |
| 1  | Messico (bandiera)   | P     | Jesús Corona       |
| 2  | Messico (bandiera)   | D     | Omar Mendoza       |
| 3  | Messico (bandiera)   | D     | Maza               |
| 4  | Messico (bandiera)   | D     | Julio Domínguez    |
| 5  | Cile (bandiera)      | C     | Francisco Silva    |
| 6  | Argentina (bandiera) | C     | Julián Velázquez   |
| 7  | Uruguay (bandiera)   | C     | Martín Cauteruccio |
| 8  | Argentina (bandiera) | C     | Gabriel Peñalba    |
| 9  | Ecuador (bandiera)   | C     | Joao Rojas         |
| 10 | Argentina (bandiera) | C     | Christian Giménez  |
| 12 | Messico (bandiera)   | P     | Guillermo Allison  |
| 13 | Ecuador (bandiera)   | C     | Ángel Mena         |
| 14 | Cile (bandiera)      | C     | Martín Rodríguez   |
| 16 | Messico (bandiera)   | D     | Adrián Aldrete     |

| N. |                     | Ruolo | Calciatore                |
| -- | ------------------- | ----- | ------------------------- |
| 19 | Messico (bandiera)  | C     | Rosario Cota              |
| 20 | Messico (bandiera)  | C     | Kevyn Montaño             |
| 21 | Messico (bandiera)  | P     | Alejandro Peláez          |
| 22 | Messico (bandiera)  | C     | Rafael Baca               |
| 23 | Messico (bandiera)  | C     | Richard Ruíz              |
| 24 | Messico (bandiera)  | A     | Víctor Zúñiga             |
| 25 | Messico (bandiera)  | D     | Juan Carlos García Sancho |
| 26 | Cile (bandiera)     | D     | Enzo Roco                 |
| 27 | Paraguay (bandiera) | A     | Jorge Benítez             |
| 28 | Messico (bandiera)  | D     | Jesús Daniel García       |
|    | Spagna (bandiera)   | C     | Édgar Méndez              |
|    | Cile (bandiera)     | A     | Felipe Mora               |
|    | Messico (bandiera)  | C     | Carlos Peña               |